# العلاء بن عبد الرحمن بن يعقوب
العلاء بن عبد الرحمن بن يعقوب الحرقي أبو شبل المدني، تابعي، وراوي حديث نبوي. وكان كثير الحديث، وتوفي في أول خلافة أبي جعفر المنصور.

## سيرته
العَلَاءُ بن عبد الرحمن بن يعقوب، مولى الحرقة من جُهينة. وكانت له سن، قال مالك بن أنس:
| العلاء بن عبد الرحمن بن يعقوب | كانت عند العلاء بن عبد الرحمن بن يعقوب صحيفة يحدّث بما فيها، فكان إذا أتاه الرجل يكتب بعضًا ويدع بعضًا. فيقول العلاء: إما أن تأخذوها جميعًا وإما أن تَدَعُوهَا جميعًا. | العلاء بن عبد الرحمن بن يعقوب |

وصحيفة العلاء بالمدينة المنورة مشهورة. بقي إلى أول خلافة أبي جعفر المنصور، سنة 138 هـ. وقال ابن حبان: سنة 132 هـ.

## روايته للحديث النبوي
- روى عن: إسحاق مولى زائدة، وأنس بن مالك، وزيد بْن دارة مولى عُثْمَان، وسالم بن عبد الله بن عمر بن الخطاب، وعباس بن سهل بْن سَعْد الساعدي، وعبد الله بن عمر بن الخطاب، وعبد الرحمن بن كعب بن مالك، وأبيه عبد الرحمن بن يعقوب، وعكرمة مولى ابن عباس، وعلي بْن ماجدة، ومعبد بن كعب بن مالك، ونعيم بْن عَبد اللَّه المجمر، وأبي السائب مولى هشام بْن زهرة، وأبي سَعِيد مولى عبد الله بن عامر بن كريز، وأبي كثير مولى مُحَمَّد بْن جحش.
- روى عنه: إِسْمَاعِيل بن جعفر بن أَبي كثير، وإسماعيل بْن زكريا، والحسن بْن الحر، وحفص بْن ميسرة الصنعاني، وخارجة بْن مصعب الخراساني، وروح بْن الْقَاسِم، وزهير بْن مُحَمَّد التميمي، وزيد بن أبي أنيسة، وسعد بن سعيد الأنصاري، وسعيد بن أبي هلال، وسفيان الثوري، وسفيان بن عيينة، وسليمان بن بلال، وشبل بْن عباد المكي، وابنه شبل بْن العلاء بْن عَبْد الرحمن، وشعبة بن الحجاج، وطارق بْن عبد الرحمن بن الْقَاسِم، وعباد بن كثير الثقفي، وعبد الله بْن جَعْفَر المدينيي، وأَبُو أويس عَبد اللَّه بْن عَبد اللَّه المدني، وعبد الحميد بن جعفر الأَنْصارِيّ، وعَبْد الرحمن بْن إبراهيم القاص المدني نزيل كرمان، وعَبْد الرحمن بْن إِسْحَاقَ المدني، وعَبْد الرَّحْمَنِ بْن ثابت بن ثوبان الدمشقي، وعبد السلام بْن حفص، وعبد العزيز بْن أَبي حازم، وعبد العزيز بْن مُحَمَّد الدَّراوَرْدِيّ، وابن جريج، وعبيد الله بن عمر العُمَري.[3]
- الجرح والتعديل: قال أحمد بن حنبل: «ثقة، لم أسمع أحدًا يذكره بسوء»، وقال النسائي: «ليس به بأس»، وقال أبو حاتم الرازي: «ما أنكر من حديثه شيئًا»، وقال يحيى بن معين: «ليس حديثه بحجة»، قال ابن عدي: «ما أرى بحديثه بأسًا»، وقال الذهبي: «لا ينزل حديثه عن درجة الحسن، لكن يُتجنَّب ما أُنكر عليه».[2]

ذكره ابن حبان في كتاب الثقات، وقال محمد بن سعد البغدادي: «وكان ثقة، كثير الحديث، ثبتًا»، وقال أبو زرعة الرازي: «ليس هو بأقوى ما يكون»، وقال ابن عدي: «وللعلاء نسخ عَن أبيه عَن أَبِي هُرَيْرة يرويها عنه الثقات، وما أرى به بأسا.»، روى لَهُ محمد بن إسماعيل البخاري فِي كتاب «القراءة خلف الإمام»، وفي كتاب «رفع اليدين في الصلاة»، والباقون.